# Nermin Haskić
Nermin Haskić, född 27 juni 1989 i Banovići, är en bosnisk fotbollsspelare.
Haskić spelade 1 landskamp för det bosniska landslaget.